# 相生町 (神戸市)
相生町（あいおいちょう）は兵庫県神戸市中央区の町名の一つであり、元々は兵庫津の一部で、江戸時代、東川崎町の北西、旧湊川東岸、旧・西国街道（山陽道）沿いに、岡方の一町として誕生した。明治中期から昭和6年（1931年）まで兵庫相生町と呼ばれた。郵便番号は650-0025。

## 地理
商業地域。中央区の西南、旧・兵庫津の北東辺縁の旧・西国街道沿いの平地に形成された。『西摂大観』によればかつては一膳飯屋・駄菓子屋・木賃宿などが軒を連ねていたという。
南東は西から栄町通、東川崎町、西は兵庫区の湊町、北西は西から古湊通、中町通、多聞通、元町高架通、北は元町通。東から順に一～五丁目に分かれる。
JR東海道本線・山陽本線は域内の神戸駅を各々の境とし、南北に縦断する。その高架下は飲食店街である。
一丁目
- グリーンD51 - 静態保存された国鉄D51形蒸気機関車1072号機
- 神戸海員会館
- シーガルホール
- 神戸公共職業安定所
- NTT神戸ビル（元町電話局・神戸中央電報局）
- NTT神戸会館

三丁目
- JR神戸駅
- 神戸バスターミナル
- デュオこうべ

四丁目
五丁目
- 神戸相生郵便局
- 相生町公園
- フレール神戸相生町
- 相生町小公園

## 歴史
町名の由来ははっきりしない。『西摂大観』によれば「夫婦和合」「長寿」の象徴である「相生の松」に因み町の発展を願って名づけられたという説がある。『神戸の町名 改訂版』では、有馬街道と西国街道の分かれ道が町内にあったからという説もあるとする。
- 明和6年（1769年）の兵庫津絵図（鷲尾家蔵）には見えず[3]、天明8年（1788年）の覚書にも見えず[3]、寛政5年（1793年）の『兵庫岡方文書』の印形帳に町名が見え[2]、1788～1793年の間に町立てされたらしい。
- 江戸時代後期の兵庫津の発展に伴い、湊町にあった湊口惣門の東側の西国街道沿いに市街地が広がった[2]。文久2年（1862年）の兵庫津絵図（早稲田大学図書館蔵）では湊川の東岸より宇治川まで山陽道の両側に家並みが書かれ、更なる家数増があったとみられる[3]。幕末の地図には「宇治野村出郷相生町」という地名も見える[2]。
- 明治元年（1868年）、岡組に属す。
- 明治3年（1870年）相生町に鉄道停車場の建設が決定。
- 明治5年（1872年）兵庫一番組に属す。
- 明治7年（1874年）、日本で2番目の鉄道が大阪～神戸間に開通した時ここに神戸駅が設けられる。旧来の西国街道が鉄道で分断されたため跨線橋・相生橋が作られた。これは日本最初期の跨線橋の一つで、外国人が設計し、幅三間（5.45m）の木製で、階段があり人だけが通った。橋上から汽車が見える名所として「川がないのに橋がある」と歌われたという[2]。この時跨線橋の袂には「兵庫県里程元標」という木柱が設置された。同年、組制廃止。
- 明治12年（1879年）、神戸区所属となる。相生橋東詰めに神戸警察署設置。
- 明治22年（1889年）、神戸市の一部となる。跨線橋が鉄橋となり車も通れるようになる。
- 明治27年（1894年）、一～五丁目に分かれる。
- 明治28年（1895年）、市役所所在地兵庫東川崎町の一部を編入。
- 明治32年（1899年）、十合呉服店（現・そごう。店舗としては現在の3代目神戸阪急）が二丁目に開業。同38年に神戸元町通五丁目へ移転。
- 明治43年（1910年）、神戸電気鉄道（後の神戸市電）開業、相生橋上を通る。この時「兵庫県里程元標」が石柱に取り替えられる。
- 明治44年（1911年）、旧市庁舎に図書館開設。
- 大正2年（1913年）、神戸電気鉄道楠公前～西柳原間が開通。
- 大正10年（1921年）、神戸商業会議所を東町へ、市立図書館を大倉山へ移転。
- 大正11年（1922年）、市電大倉山～神戸駅前間が開通。
- 昭和6年（1931年）、湊東区所属。国鉄の高架化により相生跨線橋がなくなる。工事の際「兵庫県里程元標」撤去され、一時行方不明になる。
- 昭和9年（1934年）頃、「兵庫県里程元標」が宇治川尻の三菱倉庫の横に乱雑に放置されているのが見付かり、神戸市が保管[2]。
- 昭和20年（1945年）、生田区所属。
- 昭和43年（1968年）、神戸高速鉄道開通、最寄りは高速神戸駅。
- 昭和55年（1980年）、生田区と葺合区の合併で中央区所属。一部が古湊通一～二丁目・中町通二～四丁目となり、東川崎町一～七丁目・多聞通一～六丁目・中町通一～四丁目・古湊通一～二丁目の各一部を編入。
- 平成16年（2004年）、湊川神社正門右手に再建立されていた「兵庫県里程元標」が相生橋のあった付近の「きらら広場」へ移設。

## 人口統計
- 平成17年国勢調査（2005年10月1日現在）での世帯数826、人口1,272、うち男性649人、女性623人[4]。
- 昭和35年（1960年）世帯数937・人口3,830[5]。
- 大正9年（1920年）世帯数1,093、人口5,279[5]。
- 明治25年の戸数1,345・人口5,785[5]。
- 明治2年（1869年）の戸数501戸（兵庫津中明細録／神戸市史資料2）。26石余（兵庫岡方文書）。明治4年74石余（同前）。明治5年神社調によると湊川神社の氏子として相生町568戸[5]
- 寛政8年（1796年）の『兵庫津各町家数人数書上』（安田家文書）に家数6、人数26で前年より3件増加の記録[3][6]。